# 飯田正剛
飯田 正剛（いいだ まさたけ、1956年11月26日 - ）は、日本の実業家、馬主。

## 経歴・ 人物
千葉県出身。麻生獣科医大学を卒業し獣医師資格を取得。父・飯田正の跡を継ぎ、千代田牧場（北海道日高郡新ひだか町）の代表取締役を務める。
日本中央競馬会（JRA）所属調教師の国枝栄と親交がある。国枝厩舎の入口には、開業直前に飯田が贈ったジョッキー像が飾られている。

## 馬主活動

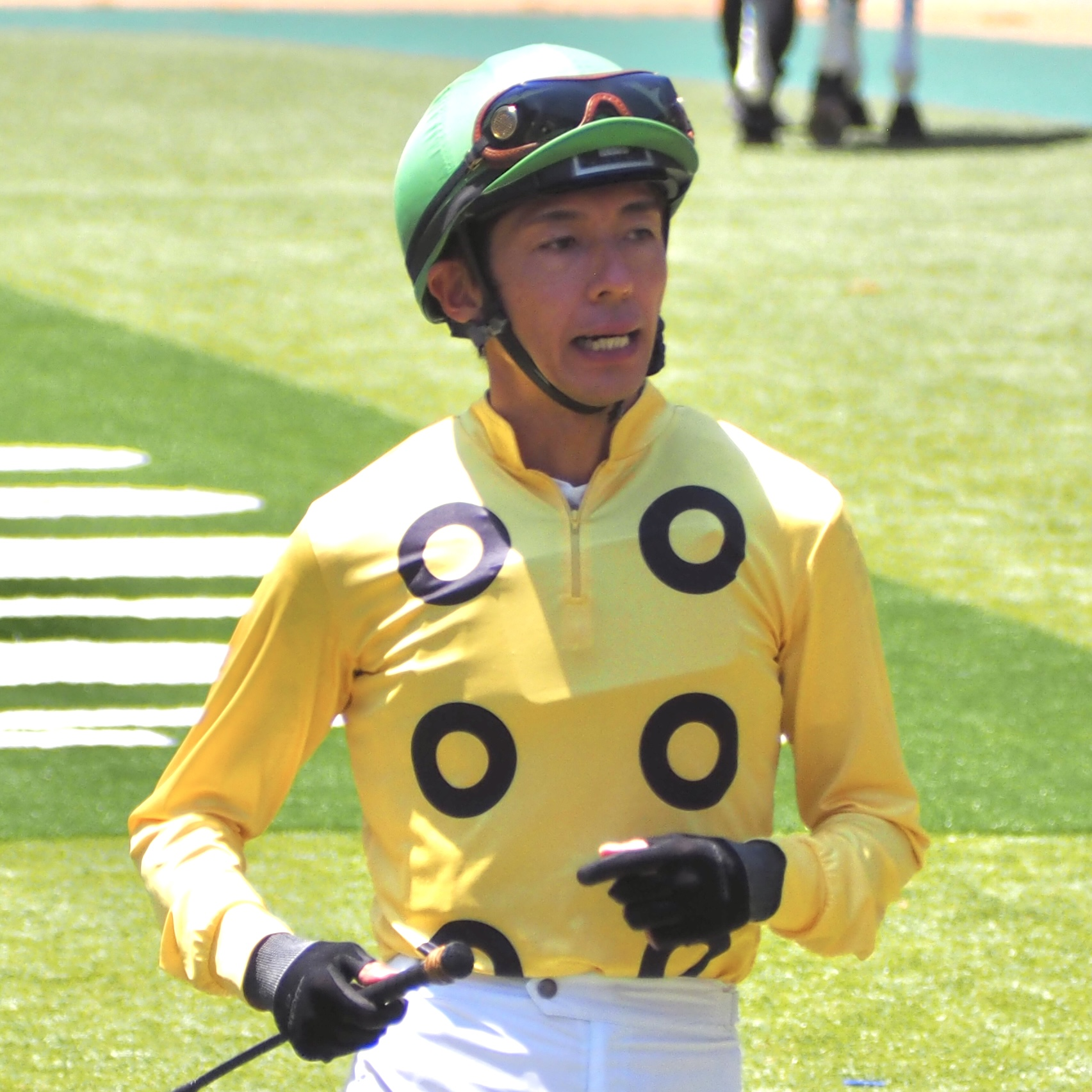
飯田の勝負服を着用した和田竜二

JRAに登録する馬主でもある。勝負服の柄は黄、黒蛇目散、黄袖。かつては黄、青蛇目散、袖青縦縞であったが、父・正の没後に服色を引き継いでいる。以前の正剛の服色は、妻の良枝、次いで息子の貴大が使用している。冠名は特に用いない。

### エピソード
2011年7月時点で正剛は新潟馬主協会に所属していた。その理由として、副会長（当時）の村木篤による勧めがあったことや、新会長に就任していた飯塚知一が千代田牧場の生産馬を購入していた縁があったことなどを挙げている。しかし、正剛は同年のうちに中山馬主協会に所属変更。さらにその後は東京馬主協会の所属となった。

### 来歴（個人馬主として）
- 1989年 - 8月27日の3歳未勝利戦をアビリティリーダーが制し、初勝利。
- 2002年 - フラワーカップをスマイルトゥモローが制し、重賞初制覇。さらに同馬は優駿牝馬も制し、GI競走も初制覇。
- 2021年 - サークルオブライフが阪神ジュベナイルフィリーズを制し、生産所有馬として[注 2]、また飯田正剛名義の所有馬としても19年ぶりにGI競走を勝利[7]。

## 主な所有馬

### GI級競走優勝馬
- スマイルトゥモロー（2002年フラワーカップ、優駿牝馬）
- サークルオブライフ（2021年アルテミスステークス、阪神ジュベナイルフィリーズ）

### 重賞競走優勝馬
- シンコウリーダー[注 3]（2003年ステイヤーズカップ）
- トレンドハンター（2011年フラワーカップ、桜花賞3着）
- スティールパス（2012年スパーキングレディーカップ）
- ティリアンパープル（2015年新潟ジャンプステークス）
- シリウスコルト（2025年新潟大賞典）

### その他の所有馬
- ドリームカムカム（2004年福島民報杯、テレビ愛知オープン、福島民友カップ）
- シンコウカリド[注 4]
- ベストオブミー（2008年フィリーズレビュー2着）
- ベストクルーズ（2009年ファンタジーステークス2着、阪神ジュベナイルフィリーズ3着、2013年京都牝馬ステークス3着）
- マーチャンテイマー（2014年ブリーダーズゴールドカップ3着）
- シーブリーズライフ（2013年クロッカスステークス）

## 親族の所有馬

### 父・正
勝負服の柄は黄、黒蛇目散、黄袖、冠名はかつては「チヨダ」を用いていたが、後年は使用していない。2007年11月15日に急性心不全のため80歳で死去している。
GI級競走優勝馬
- ビクトリアクラウン（1981年新潟3歳ステークス、1982年クイーンカップ、クイーンステークス、エリザベス女王杯）
- ピースオブワールド（2002年ファンタジーステークス、阪神ジュベナイルフィリーズ）

重賞競走優勝馬
- オウジャ（1970年CBC賞、愛知杯）
- スカッシュソロン（1976年阪神4歳牝馬特別、1977年安田記念）
- シンコウカリド[注 5]（2001年セントライト記念）
- サウンドザビーチ（2007年TCK女王盃）

その他の所有馬
- チヨダマサコ（ニッポーテイオー、タレンティドガールの母）
- ノビアボニータ（1985年巴賞）
- ビューチフルロマン（1991年関越ステークス、根岸ステークス3着）
- サイレントキラー（1995年ラジオたんぱ賞2着）
- ナギサ（1999年京都牝馬特別2着）

### 母・政子
勝負服の柄は黄、紫蛇目散、紫袖黄二本輪、冠名は特に用いない。
GI競走優勝馬
- タレンティドガール（1987年エリザベス女王杯）

その他の所有馬
- スリードーター（1987年中山牝馬ステークス3着）
- タイガーモーション（2002年東京スポーツ杯2歳ステークス2着）
- シンコウシングラー[注 6]

### 妻・良枝
勝負服の柄は黄、緑蛇目散、袖緑縦縞、冠名は特に用いない。
重賞競走優勝馬
- ルルパンブルー（2007年フェアリーステークス）

### 長男・貴大
千代田牧場専務。勝負服の柄は、黄、青蛇目散、袖青縦縞。冠名は特に用いない。